# Arándano rojo

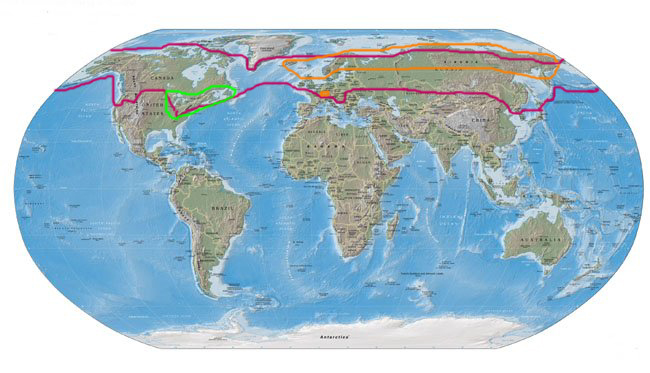
Distribución mundial aproximada del arándano rojo. Rojo: Vaccinium oxycoccus. Naranja: Vaccinium microcarpum. Verde: Vaccinium macrocarpon.

El nombre arándano rojo hace referencia al fruto de un grupo de arbustos enanos perennes del género Vaccinium, subgénero Oxycoccus, aunque algunos botánicos consideran Oxycoccus un género aparte. Crecen en turberas de carácter ácido en las zonas más frías del hemisferio norte.

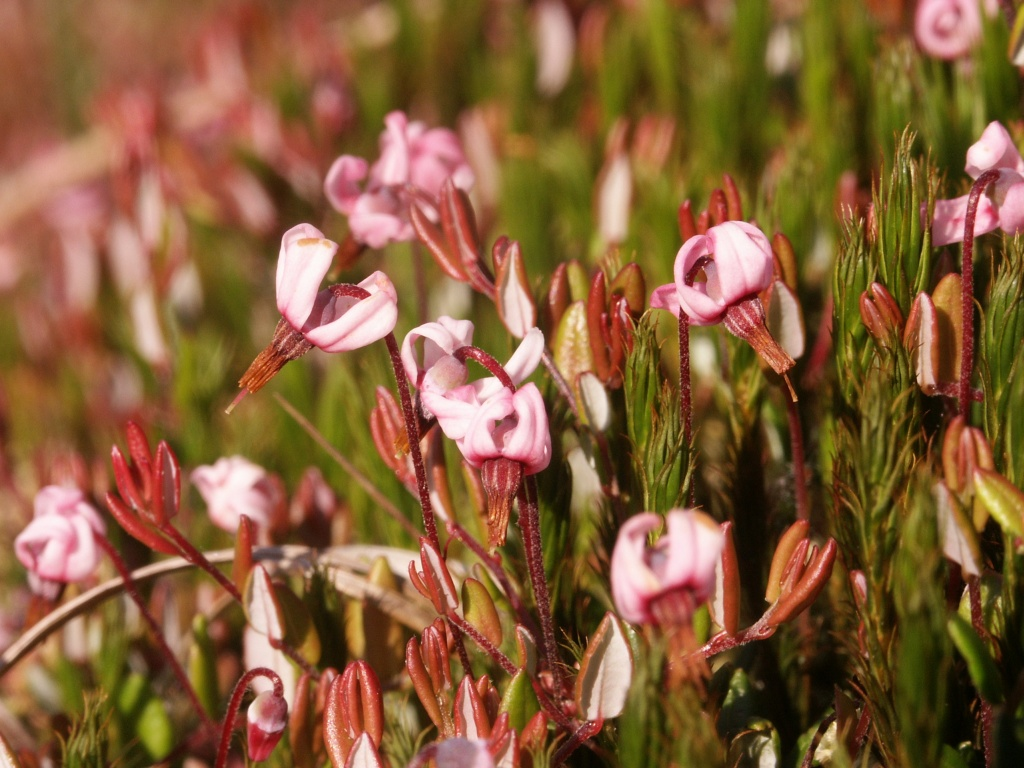
Flores de Vaccinium oxycoccus

El arbusto del arándano rojo es bajo, con tallos de 10 cm o menos, con tallos finos y pequeñas hojas perennes. Especie monoica, cuyas flores son de color rosa oscuro, con distintivos pétalos "reflejados" que dejan el estilo y los estambres completamente expuestos, apuntando hacia delante. El fruto es una baya auténtica de tamaño superior al de las hojas. Es inicialmente blanco, pero se vuelve rojo intenso al madurar. Es comestible, con un sabor ácido que puede enmascarar su dulzor.
Los arándanos rojos son arbustos o enredaderas bajos y rastreros de hasta 2 metros (7 pies) de longitud y 5 a 20 centímetros (2 a 8 plg) de altura; tienen tallos delgados y nervudos, no muy leñosos, y pequeñas hojas  perennes. Las flores son de color rosa oscuro, con pétalos reflejados muy marcados, dejando el estilo y los estambres completamente expuestos y apuntando hacia delante. Son polinizadas por las abejas. El fruto es una baya de mayor tamaño que las hojas de la planta; inicialmente es de color verde claro, tornándose rojo cuando madura. Es comestible, pero con un sabor ácido que suele anular su dulzor.
En 2020, Estados Unidos, Canadá y Chile representaban el 97% de la producción mundial de arándanos rojos. La mayoría de los arándanos rojos se transforman en productos como zumo de arándanos rojos, salsa, mermelada y arándanos rojos deshidratados azucarados, y el resto se vende fresco a los consumidores. La salsa de arándanos rojos es un acompañamiento tradicional del pavo en las cenas de Navidad y Acción de Gracias en Estados Unidos y Canadá, y en la cena de Navidad en el Reino Unido.

## Especies
Existen tres o cuatro especies de arándano rojo, clasificadas en dos secciones:
Subgénero Oxycoccus, secc. Oxycoccus
- Vaccinium oxycoccus u Oxycoccus palustris (arándano rojo común o arándano rojo del norte). Se encuentra por toda la zona fría del Hemisferio Norte, incluyendo el norte de Europa, el norte de Asia y el norte de Norteamérica. Presenta hojas pequeñas, de entre 5 y 10 mm. Las hojas son de color rosa oscuro, con un espigado central púrpura, y crecen en tallos ligeramente vellosos. El fruto es una pequeña baya de color rojo o rosa pálido, con un sabor refrescante de carácter marcadamente ácido.
- Vaccinium microcarpum u Oxycoccus microcarpus (arándano rojo pequeño), que se da en el norte de Europa y en el norte de Asia, y difiere del anterior en que las hojas son más triangulares, y los tallos de las flores no tienen vellosidad. Algunos botánicos lo incluyen en V. oxycoccus.
- Vaccinium macrocarpon u Oxycoccus macrocarpus (arándano rojo americano), nativo del norte de Norteamérica (este de Canadá y este de Estados Unidos, al sur de Carolina del Norte, a grandes altitudes). Se diferencia del V. oxycoccus en que las hojas son mayores, de entre 10 y 20 mm de longitud, y su sabor ligeramente parecido al de la manzana.

Subgénero Oxycoccus, secc. Oxycoccoides
- Vaccinium erythrocarpum u Oxycoccus erythrocarpus (arándano rojo de las montañas del sur), es nativo del sureste de Norteamérica a grandes altitudes en el sur de los Montes Apalaches, y también en el este de Asia.

El arándano rojo puede ser víctima de la falsa flor, una enfermedad dañina pero controlable del fitoplasma que es frecuente en las áreas de producción de Massachusetts y Nueva Jersey.

## Historia

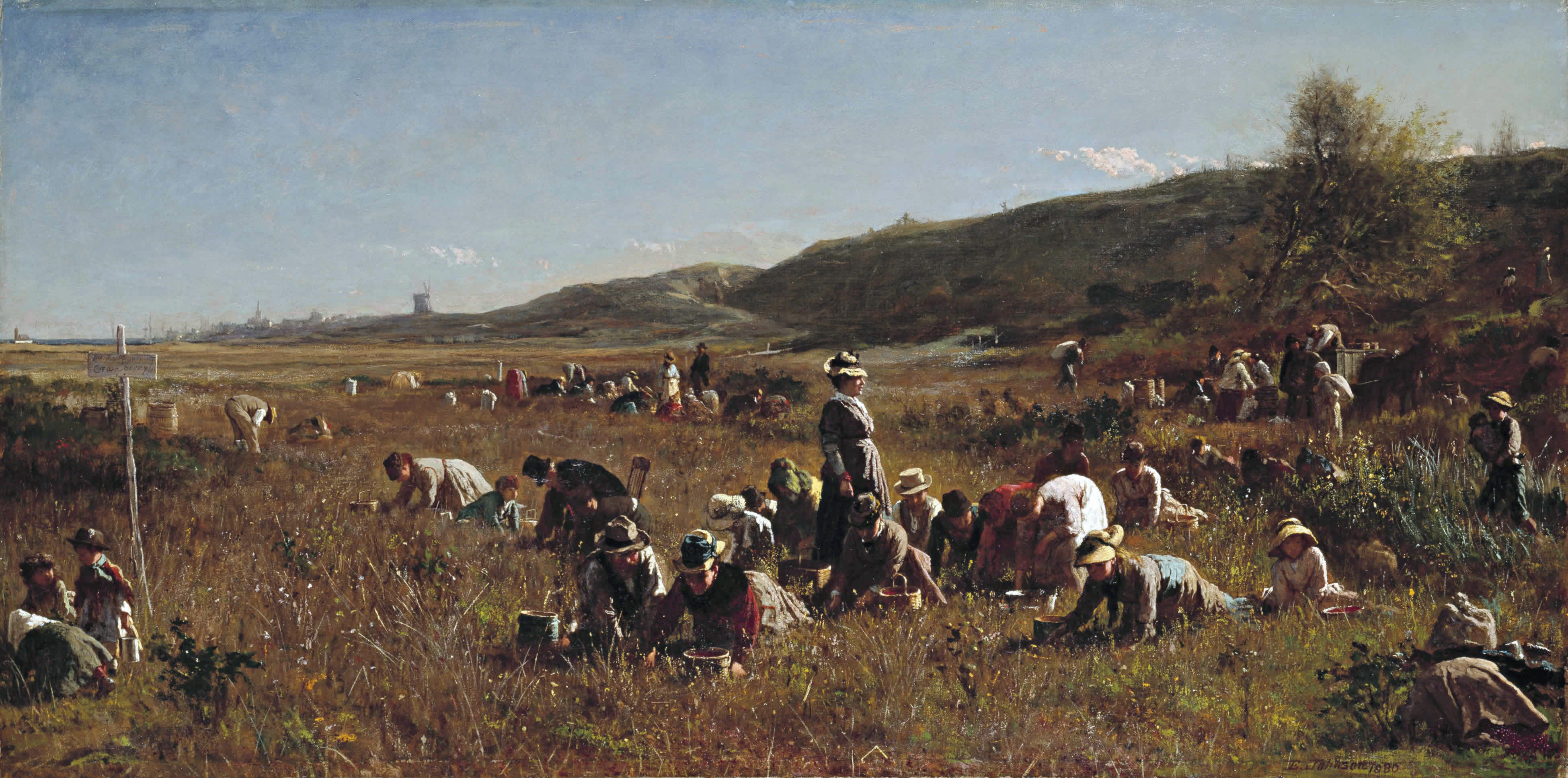
La Cosecha de Arándano rojo en la isla de Nantucket, Eastman Johnson, 1880.

El arándano rojo ha formado parte de la dieta de los pueblos árticos durante milenios, y sigue siendo un fruto muy popular en Escandinavia y Rusia. En Escocia las bayas eran recolectadas en arbustos silvestres, pero la pérdida de hábitats adecuados ha hecho las plantas tan escasas que ya no se encuentran. En el este de Norteamérica, los amerindios utilizaban los frutos del Vaccinium macrocarpon como alimento siendo uno de los ingredientes principales del alimento de supervivencia llamado pemmican. Se sabe que se los enseñaron a los famélicos colonos ingleses en Massachusetts alrededor de 1620, por lo que el arándano rojo fue incorporado a la tradicional fiesta del Día de Acción de Gracias.
En América del Norte, el pueblo Narragansett de la nación algonquina en las regiones de Nueva Inglaterra parecía utilizar los arándanos rojos en pemmican como alimento y como tinte. Llamando a las bayas rojas, sasemineash, el pueblo Narragansett puede haber introducido los arándanos rojos a los colonos en Massachusetts. En 1550, James White Norwood hizo referencia a los nativos americanos que utilizaban arándanos rojos, y fue la primera referencia a los arándanos rojos americanos hasta ese momento. En el libro de James Rosier The Land of Virginia se relata cómo los europeos desembarcaban y se encontraban con nativos americanos que llevaban copas de corteza llenas de arándanos. En Plymouth, Massachusetts, se cuenta que en 1633 el marido de Mary Ring subastó sus enaguas teñidas de arándanos por 16 chelines. En 1643, el libro de Roger Williams A Key into the Language of America describe los arándanos rojos, refiriéndose a ellos como "bayas de oso" porque los osos se las comían. En 1648, el predicador John Elliott fue citado en el libro de Thomas Shepard's Clear Sunshine of the Gospel con un relato de las dificultades que tenían los peregrinos para utilizar a los indios para cosechar arándanos, ya que preferían cazar y pescar. En 1663, aparece el libro de cocina de los peregrinos con una receta de salsa de arándanos. En 1667, los habitantes de Nueva Inglaterra enviaron a Carlos II diez barriles de arándanos, tres barriles de bacalao y algo de maíz indio como medio de apaciguar su ira por la acuñación local del chelín del pino acuñado por John Hull. En 1669, el capitán Richard Cobb celebró un banquete en su casa (para celebrar tanto su matrimonio con Mary Gorham como su elección a la Convención de Asistencia), sirviendo pavo salvaje con salsa hecha de arándanos silvestres. En el libro de 1672 New England Rarities Discovered el autor John Josselyn describió los arándanos rojos, escribiendo:
Salsa para los peregrinos, el arándano rojo o gayuba, es una pequeña planta trayling [sic] que crece en marismas saladas y cubiertas de musgo. Las bayas son de un color amarillo pálido, después rojo, tan grandes como una cereza, algunas perfectamente redondas, otras ovaladas, todas ellas huecas con sabor astringente; están maduras en agosto y septiembre. Son excelentes contra el escorbuto. También son buenos para aliviar el fervor de las enfermedades de los cascos. Los indios y los ingleses las usan como papilla, rebozándolas con azúcar como salsa para comer con la carne; y es una salsa delicada, especialmente con el cordero asado. Algunos hacen tartas con ellos como con grosellas.
Es también un cultivo típico de la isla neerlandesa de Terschelling, a donde llegó en el siglo XIX: un barril (resto de algún naufragio) cargado de frutos llegó a la costa donde, según cuentan, fue abierto por los habitantes de la isla. Estos, no encontrando nada de valor en el barril, arrojaron los frutos por tierra. Pero el arándano rojo encontró un hábitat idóneo y ahora abunda en la isla, donde se hacen licores, mermeladas y muchos otros productos con él.

## Producción mundial
| Principales productores de arándano rojo (2018) (toneladas) | Principales productores de arándano rojo (2018) (toneladas) |
| ----------------------------------------------------------- | ----------------------------------------------------------- |
| Estados Unidos                                              | 404.880                                                     |
| Canadá                                                      | 195.196                                                     |
| Chile                                                       | 106.180                                                     |

Fuente

## Cultivo y aplicaciones

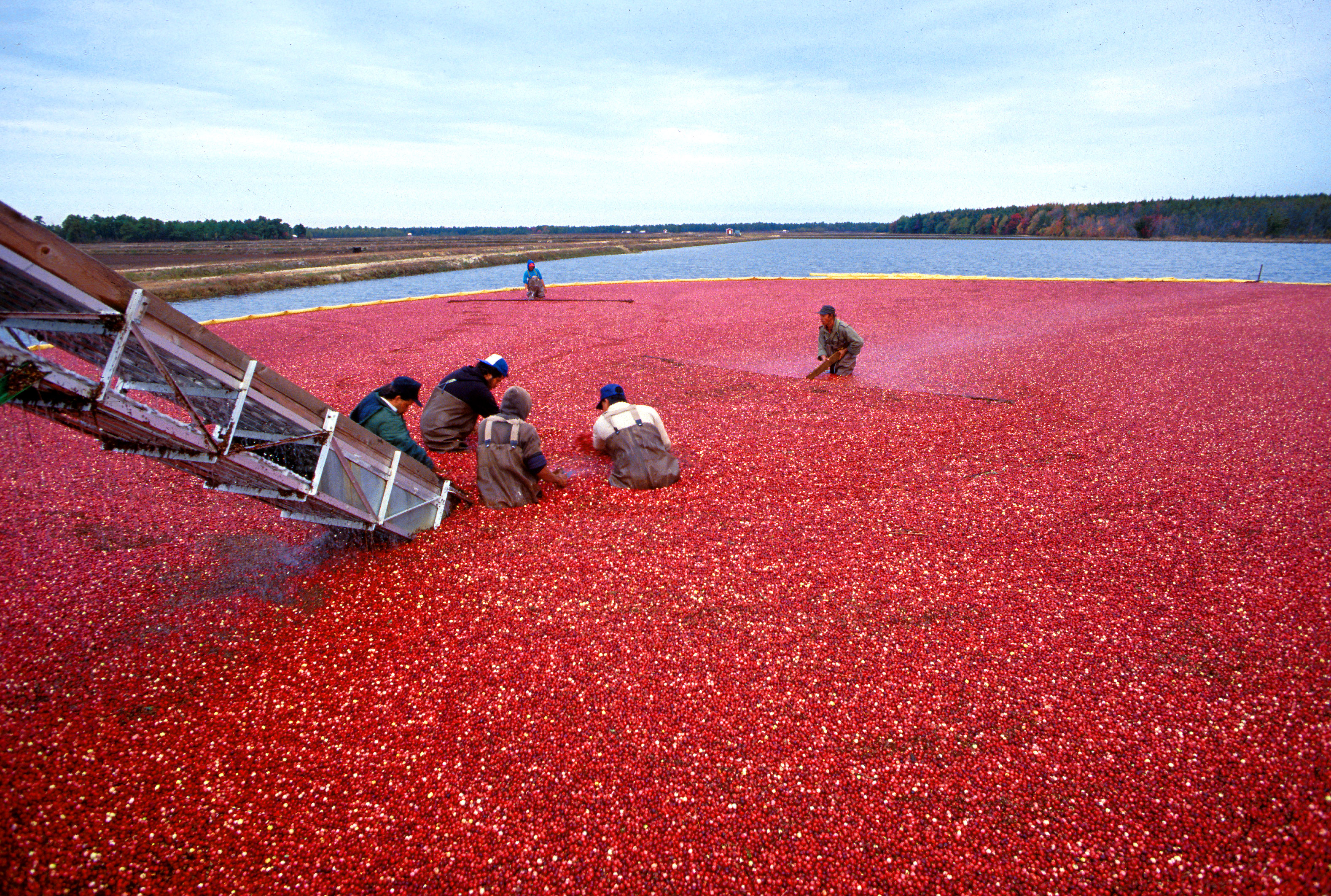
Cosecha de arándanos rojos en Nueva Jersey

El arándano rojo es un importante cultivo comercial en varios estados de Estados Unidos y en varias provincias canadienses. También en el sur de Chile y de Argentina, en los Estados bálticos y en Europa Oriental existen pequeñas áreas de producción.
Su cultivo comercial se realiza inundando los terrenos de cultivo en la época en la cual se produce los frutos, con lo cual se provoca que este se libere de la planta y quede flotando; permitiendo con ello una fácil recolección del fruto al realizar un cultivo a gran escala.
Este tipo de cultivo es posible en esta fruta ya que una característica de los arándanos de frutos grandes, que se cultivan en grandes cantidades, es que sus frutos presentan cámaras de aire; por lo que es una de las pocas bayas que flotan sin problemas en la superficie del agua. Esto hace que la recolección de las bayas requiera de mucho menos tiempo en comparación a que se realice mediante una recolección manual. Al final de la temporada, los cultivos con bayas maduras se llenan de agua y se lanzan cosechadoras especiales que baten esta agua, mientras que las bayas maduras se desprenden. Después de eso, todas las bayas se llevan a un borde de la zona de cultivo, donde se extraen, limpias y son lavadas, para su posterior procesamiento.
También existe un método seco para cosechar arándanos, pero es mucho más laborioso y, por lo tanto, no se usa en grandes plantaciones.
Respecto al uso dado a estos frutos, el 95 % de los frutos se procesan en productos como zumos, salsas, mermeladas, o se secan y azucaran para su consumo. El 5 % restante se vende fresco para su consumo directo. Los arándanos rojos destinados al procesado se suelen congelar poco después de la cosecha.
Cuando se obtiene fresco, el fruto se suele usar en la elaboración de compotas o jaleas caseras que se sirven como acompañamiento de carnes asadas. También es habitual usarlos en la confección de bollería (p. ej. magdalenas).
El zumo que se obtiene del fruto, normalmente azucarado, también es un producto derivado importante.
El arándano rojo es una fuente de polifenoles antioxidantes, sustancias beneficiosas para los sistemas cardiovascular e inmunológico.

### Medicina y tratamiento en infecciones urinarias
El arándano rojo igual que todos los arándanos contiene cantidades significativas de ácido benzoico.
El zumo de arándano rojo también contiene una sustancia química que bloquea los agentes patógenos que provocan las caries.
Respecto a su uso en tratamientos de infecciones urinarias, dos resúmenes que abarcan varias investigaciones, concluyen que no hay evidencia de que el arándano, jugo de arándanos o comprimidos de extracto de arándanos sean efectivos en la prevención o tratamiento de infecciones en el tracto urinario. Los estudios se realizaron con diferentes productos en miles de individuos (principalmente mujeres con infecciones recurrentes). Como es habitual en este tipo de análisis, la mitad de los individuos recibe placebos y la otra mitad el producto a analizar. En todos los estudios realizados los pacientes que recibieron arándanos o derivados, no mostraron diferencias significativas con los que recibieron placebos.
En otoño de 2004 se publicó un aviso en el Reino Unido advirtiendo a los pacientes que tomen warfarina que no bebiesen zumo de arándano rojo, debido a los efectos adversos que esta combinación parece producir.

## Marketing y economía

### Estados Unidos
Las ventas de arándanos rojos en Estados Unidos se han asociado tradicionalmente a las festividades de Día de acción de gracias y Navidad.

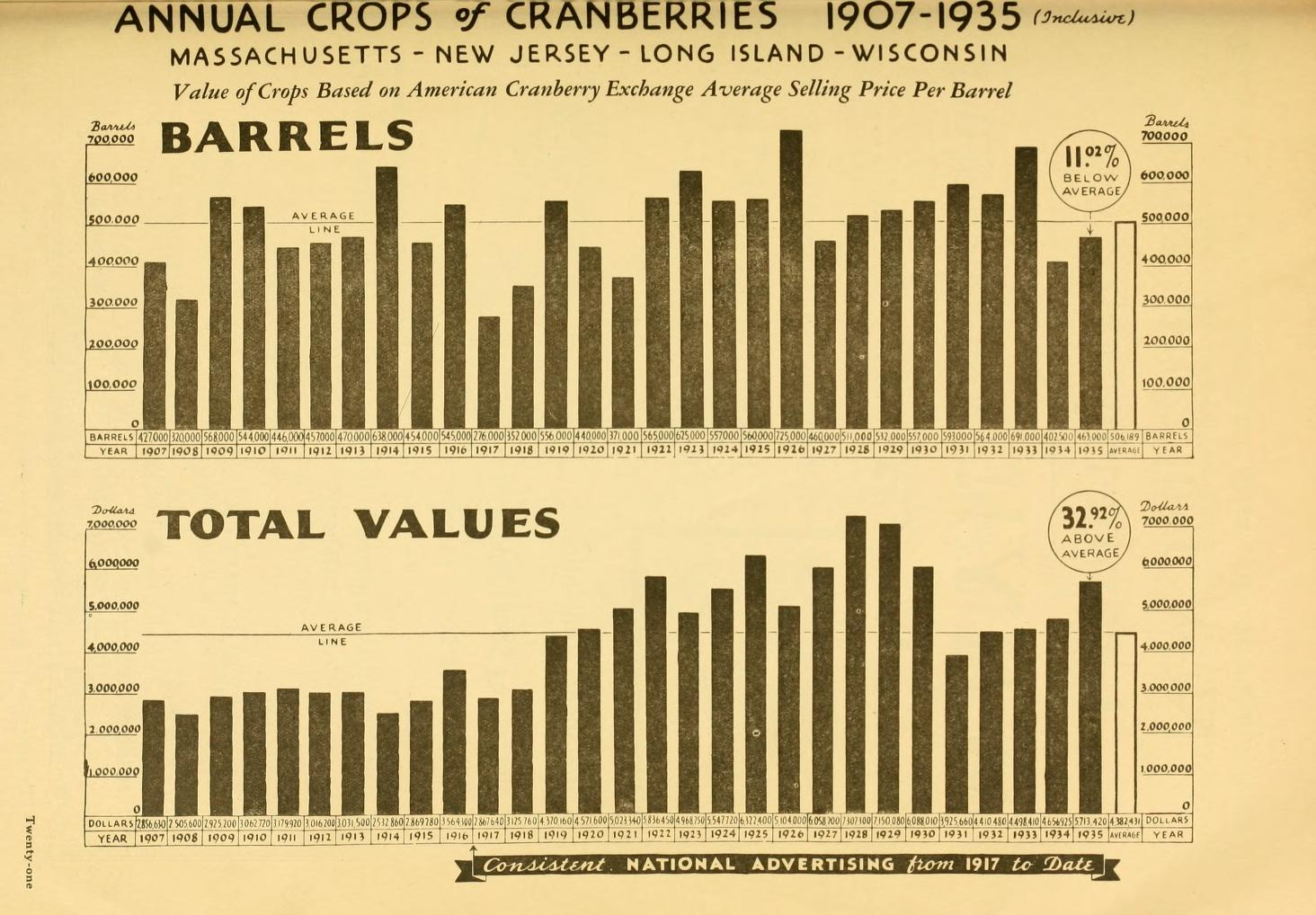
Cosechas anuales de arándanos en EE. UU., 1907 a 1935

En EE. UU., el cultivo de arándanos rojos a gran escala se ha desarrollado a diferencia de otros países. Los cultivadores estadounidenses de arándanos tienen una larga historia de comercialización cooperativa. Ya en 1904, John Gaynor, cultivador de Wisconsin, y A.U. Chaney, corredor de fruta de Des Moines, Iowa, organizaron a los cultivadores de Wisconsin en una cooperativa llamada Wisconsin Cranberry Sales Company para recibir un precio uniforme de los compradores. Los cultivadores de Nueva Jersey y Massachusetts también se organizaron en cooperativas, creando la National Fruit Exchange, que comercializaba la fruta bajo la marca Eatmor. El éxito de la comercialización cooperativa estuvo a punto de llevarla al fracaso. Con precios altos y constantes, la superficie y la producción se duplicaron entre 1903 y 1917 y los precios cayeron.
Con los excedentes de arándanos y los cambios en los hogares estadounidenses, algunos cultivadores emprendedores empezaron a enlatar arándanos de calidad inferior para el mercado fresco. La competencia entre conserveros era feroz porque los beneficios eran escasos. La cooperativa Ocean Spray se creó en 1930 mediante la fusión de tres empresas de procesamiento primario: Ocean Spray Preserving company, Makepeace Preserving Co, y Cranberry Products Co. La nueva empresa se denominó Cranberry Canners, Inc. y utilizó la etiqueta Ocean Spray en sus productos. Dado que la nueva empresa representaba más del 90% del mercado, habría sido ilegal según las leyes antimonopolio estadounidenses si el abogado John Quarles no hubiera encontrado una exención para las cooperativas agrícolas. A 2006, alrededor del 65% de la industria norteamericana pertenece a la cooperativa Ocean Spray.
En 1958, Morris April Brothers -que producía salsa de arándanos de la marca Eatmor en Tuckahoe, Nueva Jersey- interpuso una demanda contra Ocean Spray por violación de la Ley Sherman Antitrust y ganó 200 000 dólares en daños reales más daños triples, justo a tiempo para el Gran Susto de los Arándanos: el 9 de noviembre de 1959, el Secretario del Departamento de Salud y Servicios Humanos de los Estados Unidos Arthur S. Flemming anunció que parte de la cosecha de arándanos de 1959 estaba contaminada con trazas del herbicida amitrol. El mercado de los arándanos se hundió y los cultivadores perdieron millones de dólares. Sin embargo, el susto enseñó a la industria que no podían depender completamente del mercado navideño para sus productos; tenían que encontrar mercados durante todo el año para su fruta. También tuvieron que ser extremadamente cuidadosos con el uso de pesticidas. Tras el susto del aminotriazol, Ocean Spray se reorganizó e invirtió sumas considerables en el desarrollo de productos. Se introdujeron nuevos productos, como las mezclas de zumo de arándanos y manzana, a las que siguieron otras mezclas de zumo.